# Comarca de Araçagi
A Comarca de Araçagi é uma comarca de primeira entrância com sede no município de Araçagi, no estado da Paraíba, Brasil.
A referida comarca é formada unicamente pelo município de Araçagi, não possuíndo termo.